# Tratado de Waitangi

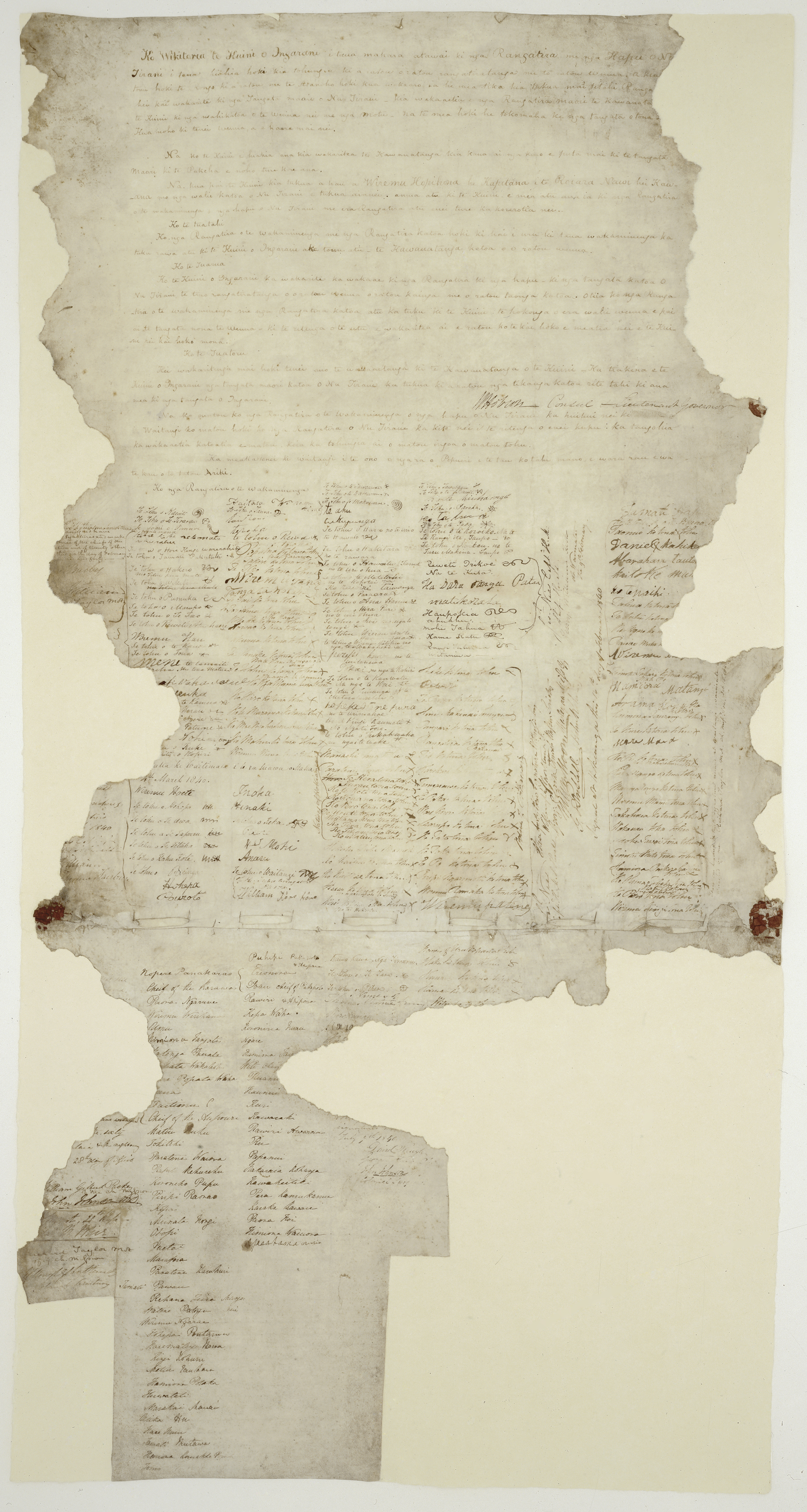
Uma das folhas do Tratado de Waitangi

O Tratado de Waitangi foi assinado em 6 de fevereiro de 1840, em Waitangi na Baía das Ilhas, na Nova Zelândia, pelos representantes da Coroa Britânica, os chefes da Confederação das Tribos da Nova Zelândia e outras tribos Māori.
Para essa finalidade, o capitão William Hobson havia sido enviado à Nova Zelândia com instruções precisas da parte de Lord Normanby de firmar um acordo com os nativos e obter controle total sobre a Nova Zelândia.
O tratado foi assinado em duas versões - em inglês e em māori. O texto é pequeno, com apenas três artigos. O primeiro garante a soberania da Rainha de Inglaterra sobre a Nova Zelândia. O segundo garante aos chefes tribais a continuidade da chefia e a pertença das suas terras e tesouros (taonga em māori). O terceiro artigo garante a todos os Māori os mesmos direitos que os colonos britânicos.
As versões em inglês e em māori não são idênticas, o que causou dificuldades de interpretação e ainda hoje provoca conflitos entre os maoris e os descendentes dos britânicos. Enquanto a versão inglesa fala em "soberania", a versão māori fala em "proteção". Muitos Māori acham que a Coroa não honrou seus compromissos e apresentaram evidências disso diante dos tribunais. Entre os não Māori há aqueles que discordem deste não cumprimento argumentando que os Māori dão muita importância ao tratado com o objetivo reclamar e obter privilégios especiais.
Os Māori querem milhões de dólares em indenizações e também um pedido de desculpas.

## Texto do Tratado
Fonte:

### Preâmbulo
| Inglês | Tradução |
| --- | --- |
| HER MAJESTY VICTORIA Queen of the United Kingdom of Great Britain and Ireland regarding with Her Royal Favor the Native Chiefs and Tribes of New Zealand and anxious to protect their just Rights and Property and to secure to them the enjoyment of Peace and Good Order has deemed it necessary in consequence of the great number of Her Majesty's Subjects who have already settled in New Zealand and the rapid extension of Emigration both from Europe and Australia which is still in progress to constitute and appoint a functionary properly authorised to treat with the Aborigines of New Zealand for the recognition of Her Majesty's Sovereign authority over the whole or any part of those islands – Her Majesty therefore being desirous to establish a settled form of Civil Government with a view to avert the evil consequences which must result from the absence of the necessary Laws and Institutions alike to the native population and to Her subjects has been graciously pleased to empower and to authorise me William Hobson a Captain in Her Majesty's Royal Navy Consul and Lieutenant-Governor of such parts of New Zealand as may be or hereafter shall be ceded to her Majesty to invite the confederated and independent Chiefs of New Zealand to concur in the following Articles and Conditions. | SUA MAJESTADE VICTORIA Rainha do Reino Unido da Grã-Bretanha e Irlanda em relação a Sua Real Favor os Chefes e Tribos Nativos da Nova Zelândia e ansiosos por proteger seus justos Direitos e Propriedade e assegurar a eles o desfrute da Paz e Boa Ordem, considerou isso necessário em consequência do grande número de súditos de Sua Majestade que já se estabeleceram na Nova Zelândia e da rápida extensão da Emigração tanto da Europa quanto da Austrália, que ainda está em andamento para constituir e nomear um funcionário devidamente autorizado a tratar com os aborígines da Nova Zelândia para o reconhecimento da autoridade soberana de Sua Majestade sobre a totalidade ou parte daquelas ilhas - Sua Majestade, portanto, desejosa de estabelecer uma forma estabelecida de Governo Civil com vistas a evitar as más conseqüências que devem resultar da ausência das Leis necessárias e Instituições semelhantes para a população nativa e para seus súditos tem sido graciosamente satisfeita por empoderar e autorizar William Hobson, Capitão da Cônsul da Marinha Real de Sua Majestade e Tenente-Governador de tais partes da Nova Zelândia, como pode ser ou será cedido a Sua Majestade para convidar os Chefes Confederados e Independentes da Nova Zelândia para concordar com os Artigos seguintes e Condições. |

### Primeiro Artigo
| Inglês | Tradução |
| --- | --- |
| The Chiefs of the Confederation of the United Tribes of New Zealand and the separate and independent Chiefs who have not become members of the Confederation cede to Her Majesty the Queen of England absolutely and without reservation all the rights and powers of Sovereignty which the said Confederation or Individual Chiefs respectively exercise or possess, or may be supposed to exercise or to possess over their respective Territories as the sole sovereigns thereof. | Os Chefes da Confederação das Tribos Unidas da Nova Zelândia e os Chefes separados e independentes que não se tornaram membros da Confederação cedem a Sua Majestade a Rainha da Inglaterra absoluta e sem reservas todos os direitos e poderes de Soberania que a dita Confederação ou Os Chefes Individuais, respectivamente, exercem ou possuem, ou podem supostamente exercer ou possuir sobre seus respectivos territórios como seus únicos soberanos. |

### Segundo Artigo
| Inglês | Tradução |
| --- | --- |
| Her Majesty the Queen of England confirms and guarantees to the Chiefs and Tribes of New Zealand and to the respective families and individuals thereof the full exclusive and undisturbed possession of their Lands and Estates Forests Fisheries and other properties which they may collectively or individually possess so long as it is their wish and desire to retain the same in their possession; but the Chiefs of the United Tribes and the individual Chiefs yield to Her Majesty the exclusive right of Preemption over such lands as the proprietors thereof may be disposed to alienate at such prices as may be agreed upon between the respective Proprietors and persons appointed by Her Majesty to treat with them in that behalf. | Sua Majestade a Rainha da Inglaterra confirma e garante aos Chefes e Tribos da Nova Zelândia e às respectivas famílias e indivíduos a posse exclusiva e ininterrupta de suas Terras e Propriedades Florestas e outras propriedades que eles possam possuir coletivamente ou individualmente por tanto tempo. como é seu desejo e desejo reter o mesmo em sua posse; mas os Chefes das Tribos Unidas e os Chefes individuais cedem a Sua Majestade o direito exclusivo de Preempção sobre tais terras, pois os seus proprietários podem ser alienados a preços que possam ser acordados entre os respectivos Proprietários e pessoas nomeadas por Sua Majestade. para tratar com eles nesse sentido. |

### Terceiro Artigo
| Inglês | Tradução |
| --- | --- |
| In consideration thereof Her Majesty the Queen of England extends to the Natives of New Zealand Her royal protection and imparts to them all the Rights and Privileges of British Subjects. (signed) William Hobson, Lieutenant-Governor. Now therefore We the Chiefs of the Confederation of the United Tribes of New Zealand being assembled in Congress at Victoria in Waitangi and We the Separate and Independent Chiefs of New Zealand claiming authority over the Tribes and Territories which are specified after our respective names, having been made fully to understand the Provisions of the foregoing Treaty, accept and enter into the same in the full spirit and meaning thereof in witness of which we have attached our signatures or marks at the places and the dates respectively specified. Done at Waitangi this Sixth day of February in the year of Our Lord one thousand eight hundred and forty. | Em consideração disso, Sua Majestade a Rainha da Inglaterra estende aos nativos da Nova Zelândia Sua proteção real e concede a eles todos os Direitos e Privilégios dos Sujeitos Britânicos. (assinado) William Hobson, vice-governador. Agora, portanto, Nós, os Chefes da Confederação das Tribos Unidas da Nova Zelândia, estamos reunidos no Congresso em Victoria em Waitangi e Nós, os Chefes Independentes e Independentes da Nova Zelândia, reivindicando autoridade sobre as Tribos e Territórios que são especificados após nossos respectivos nomes. feito totalmente para compreender as disposições do Tratado precedente, aceitar e entrar no mesmo no espírito e significado completo da mesma em testemunho de que temos em anexo as nossas assinaturas ou marcas nos locais e as datas, respectivamente especificados. Feito em Waitangi neste sexto dia de fevereiro do ano de Nosso Senhor mil oitocentos e quarenta. |